# デルタ・グッドレム
デルタ・グッドレム（Delta Lea Goodrem, 1984年11月9日 - ）は、オーストラリア出身のシンガーソングライター、ピアニスト、そして女優である。
音楽性は、ピアノ主体でクラシック音楽やポップ、ロック、アダルト・コンテンポラリーの要素を取り入れたもの。オーストラリアでは9曲がNo.1シングルとなり、アルバム5枚が首位を獲得するなど強い人気を誇る。ARIAミュージック・アワードでもいくつもの賞を受賞している。

## 略歴
13歳の時に制作した5曲入りデモCDがきっかけとなり、ソニーと契約を結んでおり、デビュー曲の「I Don't Care」を2001年リリースするも、売り上げは伸びなかった。2002年にはオーストラリアの人気ドラマ「Neighbours」に出演し、劇中で歌手を目指す少女を演じ、「Born To Try」を披露。2002年11月発売のシングルが1位を獲得する。その後、5曲連続でシングル1位を獲得（オーストラリア史上初）。2003年、ファースト・アルバム『イノセント・アイズ』をリリース。オーストラリア人の女性アーティストの中でも最長記録である29週間もの間、売り上げ1位を記録。オーストラリアでは100万枚、オーストラリア以外で250万枚の売り上げを記録した。史上初の7部門9つの賞のARIA Awardを獲得し、イギリスのシングル売り上げトップ10に複数の曲がランクインする。
しかしそんな最中、悪性リンパ腫のホジキンリンパ腫を発症し、放射線治療により髪が抜け落ちたものの、家族やファンのサポートを受け快復する。
病状が少し落ち着いてくると、セラピー代わりにレコーディングしていたという。2004年10月にシングル「アウト・オブ・ザ・ブルー」で再び1位を獲得し、翌月11月には2枚目のアルバム『ミステイクン・アイデンティティ』をリリース、こちらの方も全豪1位を獲得した。
2005年の7月には「Visualise Tour」を敢行するが、当時のメディアの間では否定的であった。彼女の体力が持たないとの意見からであったが、不安をよそにツアーを成功させた。9月にはAFLグランドファイナルにて国歌を独唱した。
2007年12月3日、元ウエストライフのメンバーでソロ活動中のブライアン・マックファーデンと婚約と発表。しかしその後、2010年3月に婚約を解消した。
2008年、オーストラリア発の児童書『デルトラ・クエスト』のアニメが日本で製作された際、同アニメをオーストラリア大使館が後援している縁で延長分12話のオープニング主題歌を歌った。この際歌詞の字幕は日本語訳されたものが使用されている。
2015年、『ウィングス・オブ・ザ・ワイルド』からの第一弾シングル「ウィングス」が9曲目の全豪1位を獲得。
2018年、オリビア・ニュートン＝ジョンの伝記テレビ映画『Olivia Newton-John: Hopelessly Devoted to You』でオリビア役を演じ、オリビアの曲をカバーしたサウンドトラックアルバム『I Honestly Love You』も発売した。
2021年に発表したアルバム『ブリッジ・オーヴァー・トラブルド・ドリームス』はオーストラリアのアルバムチャートで自身5作目となる首位を獲得。

## ディスコグラフィ

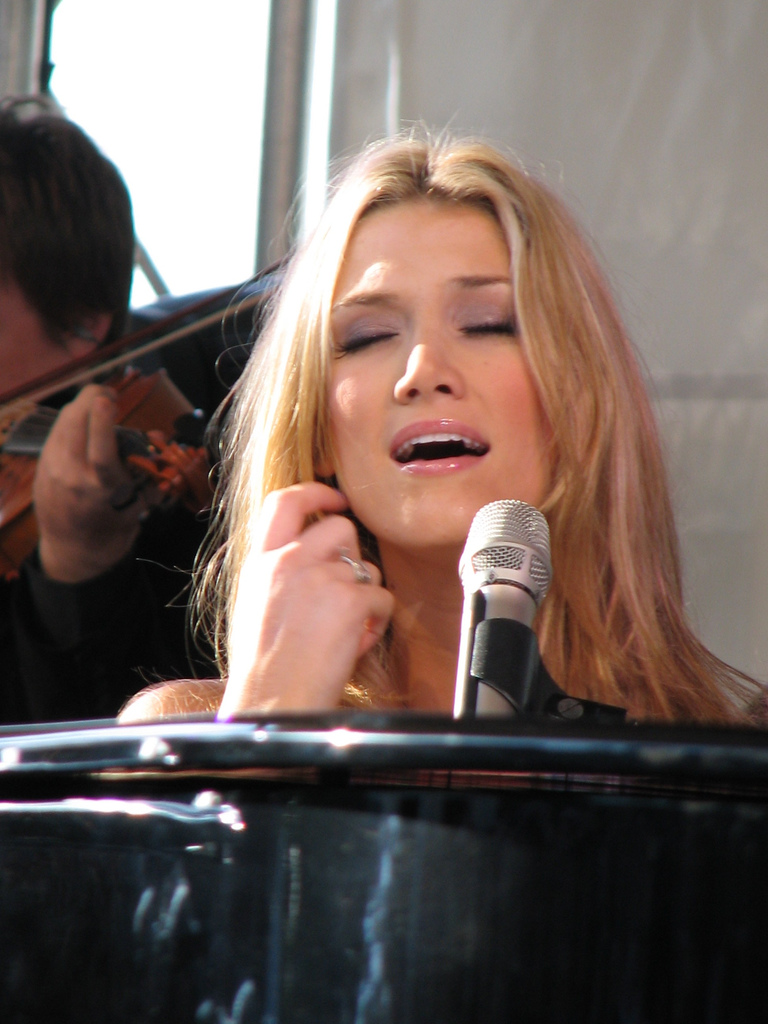
2007年11月27日、メルボルン

### オーストラリア

#### アルバム
- Innocent Eyes (2003年)
- Mistaken Identity (2004年)
- Delta (2007年)
- Child Of The Universe (2012年)
- Wings of the Wild (2016年）
- Only Santa Knows (2020年）
- Bridge Over Troubled Dreams (2021年)

#### シングル
- Born To Try (2002年)
- Lost Without You (2003年)
- Innocnet Eyes (2003年)
- Not Me, Not I (2003年)
- Predictable (2003年)
- Out Of The Blue (2004年)
- Mistaken Identity (2005年)
- Almost Here (2005年)
- A Little Too Late (2005年)
- Together We Are One (2006年)
- In This Life (2007年)
- Believe Again (2007年)
- You Will Only Break My Heart (2008年)
- I Can't Break It To My Heart (2008年)
- Sitting On Top Of The World (2012年)
- Dancing With A Broken Heart (2012年)
- Wish You Were Here (2012年)
- Heart Hypnotic (2013年)

#### DVD
- Delta (2003年)
- The Visualise Tour (2005年)

### 日本

#### アルバム
- イノセント・アイズ - Innocent Eyes (2006年)
- DELTA (2008年)
  - DELTA+1 Deluxe Edition (2008年)

#### シングル
- In This Life～旅立ちまでの3ステップ (2008年)

## トリビア
- 容姿が大人びているので、オーストラリアの人気番組「Rove Live」に出演した際に、21歳の誕生日の前であったので観客と司会のローブ・マクマナスに驚かれた。
- 日本で『笑っていいとも』に出演した際にタモリにカウボーイハットをプレゼントした。
- 日本では、2006年の松下奈緒主演映画『アジアンタムブルー』の主題歌をデルタが担当した縁で、松下奈緒のピアノ伴奏で歌ったことがある[2]